# Pompey
Pompey és un municipi francès situat al departament de Meurthe i Mosel·la i a la regió del Gran Est. L'any 2007 tenia 5.119 habitants.

## Demografia

### Població
El 2007 la població de fet de Pompey era de 5.119 persones. Hi havia 2.040 famílies, de les quals 653 eren unipersonals (276 homes vivint sols i 377 dones vivint soles), 573 parelles sense fills, 568 parelles amb fills i 246 famílies monoparentals amb fills.
La població ha evolucionat segons el següent gràfic:
Habitants censats

### Habitatges
El 2007 hi havia 2.181 habitatges, 2.054 eren l'habitatge principal de la família, 8 eren segones residències i 119 estaven desocupats. 1.327 eren cases i 839 eren apartaments. Dels 2.054 habitatges principals, 1.204 estaven ocupats pels seus propietaris, 805 estaven llogats i ocupats pels llogaters i 45 estaven cedits a títol gratuït; 96 tenien una cambra, 157 en tenien dues, 440 en tenien tres, 582 en tenien quatre i 779 en tenien cinc o més. 1.012 habitatges disposaven pel capbaix d'una plaça de pàrquing. A 985 habitatges hi havia un automòbil i a 589 n'hi havia dos o més.

### Piràmide de població
La piràmide de població per edats i sexe el 2009 era:
| Homes | Edats   | Dones |
| ----- | ------- | ----- |
| 0     | 95 o +  | 8     |
| 16    | 90 a 94 | 52    |
| 24    | 85 a 89 | 96    |
| 40    | 80 a 84 | 56    |
| 92    | 75 a 79 | 116   |
| 120   | 70 a 74 | 152   |
| 144   | 65 a 69 | 200   |
| 172   | 60 a 64 | 152   |
| 96    | 55 a 59 | 112   |
| 184   | 50 a 54 | 152   |
| 140   | 45 a 49 | 136   |
| 180   | 40 a 44 | 196   |
| 196   | 35 a 39 | 136   |
| 204   | 30 a 34 | 196   |
| 184   | 25 a 29 | 188   |
| 88    | 20 a 24 | 120   |
| 168   | 15 a 19 | 176   |
| 152   | 10 a 14 | 176   |
| 148   | 5 a 9   | 156   |
| 160   | 0 a 4   | 132   |

## Economia
El 2007 la població en edat de treballar era de 3.095 persones, 2.160 eren actives i 935 eren inactives. De les 2.160 persones actives 1.885 estaven ocupades (1.010 homes i 875 dones) i 276 estaven aturades (143 homes i 133 dones). De les 935 persones inactives 264 estaven jubilades, 316 estaven estudiant i 355 estaven classificades com a «altres inactius».

### Ingressos
El 2009 a Pompey hi havia 2.047 unitats fiscals que integraven 4.695 persones, la mediana anual d'ingressos fiscals per persona era de 16.936 €.

### Activitats econòmiques
Dels 251 establiments que hi havia el 2007, 4 eren d'empreses extractives, 2 d'empreses alimentàries, 3 d'empreses de fabricació de material elèctric, 22 d'empreses de fabricació d'altres productes industrials, 34 d'empreses de construcció, 47 d'empreses de comerç i reparació d'automòbils, 12 d'empreses de transport, 18 d'empreses d'hostatgeria i restauració, 3 d'empreses d'informació i comunicació, 12 d'empreses financeres, 4 d'empreses immobiliàries, 40 d'empreses de serveis, 33 d'entitats de l'administració pública i 17 d'empreses classificades com a «altres activitats de serveis».
Dels 64 establiments de servei als particulars que hi havia el 2009, 1 era una gendarmeria, 1 oficina de correu, 5 oficines bancàries, 1 funerària, 3 tallers de reparació d'automòbils i de material agrícola, 1 autoescola, 5 paletes, 5 guixaires pintors, 7 fusteries, 8 lampisteries, 4 electricistes, 1 empresa de construcció, 5 perruqueries, 12 restaurants, 2 agències immobiliàries i 3 salons de bellesa.
Dels 15 establiments comercials que hi havia el 2009, 2 eren supermercats, 1 una botiga de més de 120 m², 2 fleques, 1 una fleca, 1 una peixateria, 3 botigues de roba, 2 botigues d'electrodomèstics, 2 botigues de material esportiu i 1 una joieria.

## Equipaments sanitaris i escolars
El 2009 hi havia 1 hospital de tractaments de curta durada, 1 hospital de tractaments de mitja durada (seguiment i rehabilitació, 1 un hospital de tractaments de llarga durada, 1 centre de salut, 2 farmàcies i 1 ambulància.
El 2009 hi havia 3 escoles maternals i 2 escoles elementals. Pompey disposava d'un liceu tecnològic amb 318 alumnes.

## Poblacions més properes
El següent diagrama mostra les poblacions més properes.